# Jean-Pierre Bemba Gombo
Jean-Pierre Bemba Gombo (født 4. november 1962) er en politiker fra den Demokratiske Republik Congo. Han blev den 9. maj 2008 anklaget for forbrydelser mod menneskeheden af anklageren ved den Internationale Straffedomstol. Den 24. maj 2008 blev han arresteret af de belgiske myndigheder, og sagen startede den 22. november 2010.  I 2016 blev Bemba idømt 18 års fængsel for drab og voldtægt i forbindelse med konflikten med nabolandet Den Centralafrikanske Republik.